# Pilerio
Pilerio  è un nome proprio di persona italiano maschile.

## Varianti
- Femminili: Pileria[1]

## Origine e diffusione
Nome di scarsissima diffusione, accentrato principalmente nella provincia di Cosenza, riflette la devozione verso "Maria Santissima del Pilerio", un titolo con cui la Madonna è venerata nella zona; etimologicamente, "pilerio" potrebbe essere un'italianizzazione della parola calabrese pilíeri, avente il significato di "pilastro". Si tratta quindi di un nome analogo, per formazione ed etimologia, allo spagnolo Pilar. Oppure potrebbe derivare dal greco puleròs (con il significato di rafforzamento attribuito alla Vergine di "guardiana della città"; "protettrice dell'ingresso civico").

## Onomastico
Non vi sono santi con questo nome; l'onomastico viene festeggiato tradizionalmente il 12 febbraio in onore della Madonna del Pilerio, patrona di Cosenza.